# العلاقات المالطية الماليزية
العلاقات المالطية الماليزية هي العلاقات الثنائية التي تجمع بين مالطا وماليزيا.

## مقارنة بين البلدين
هذه مقارنة عامة ومرجعية للدولتين:
| وجه المقارنة                                              | مالطا                                                     | ماليزيا       |
| --------------------------------------------------------- | --------------------------------------------------------- | ------------- |
| المساحة (كم2)                                             | 316                                                       | 330.29 ألف    |
| عدد السكان (نسمة)                                         | 465.29 ألف                                                | 31.62 مليون   |
| الكثافة السكانية (ن./كم²)                                 | 147.24 ألف                                                | 95.73         |
| العاصمة                                                   | فاليتا                                                    | كوالالمبور    |
| اللغة الرسمية                                             | اللغة المالطية، لغة إنجليزية                              | لغة ماليزية   |
| العملة                                                    | يورو، ليرة مالطية                                         | رينغيت ماليزي |
| الناتج المحلي الإجمالي (بليون دولار)                      | 12.54 مليار                                               | 314.50 مليار  |
| الناتج المحلي الإجمالي (تعادل القوة الشرائية) بليون دولار | 14.68 مليار                                               | 817.43 مليار  |
| الناتج المحلي الإجمالي الاسمي للفرد دولار أمريكي          | 22.60 ألف                                                 | 9.77 ألف      |
| الناتج المحلي الإجمالي للفرد دولار أمريكي                 |                                                           | 25.64 ألف     |
| مؤشر التنمية البشرية                                      | 0.839                                                     | 0.779         |
| رمز المكالمات الدولي                                      | +356                                                      | +60           |
| رمز الإنترنت                                              | .mt                                                       | .my           |
| المنطقة الزمنية                                           | توقيت وسط أوروبا، ت ع م+01:00، ت ع م+02:00، أوروبا/مالطا ‏ | ت ع م+08:00   |

## منظمات دولية مشتركة
يشترك البلدان في عضوية مجموعة من المنظمات الدولية، منها:
| علم المنظمة | اسم المنظمة                               | تاريخ انضمام مالطا | تاريخ انضمام ماليزيا |
| ----------- | ----------------------------------------- | ------------------ | -------------------- |
|             | البنك الدولي للإنشاء والتعمير             | 26 سبتمبر 1983     | 7 مارس 1958          |
|             | منظمة التجارة العالمية                    | ?                  | ?                    |
|             | المركز الدولي لتسوية المنازعات الاستشارية | 3 ديسمبر 2003      | 14 أكتوبر 1966       |
|             | منظمة حظر الأسلحة الكيميائية              | ?                  | ?                    |
|             | الفريق المعني برصد الأرض                  | ?                  | ?                    |
|             | المنظمة الهيدروغرافية الدولية             | ?                  | ?                    |
|             | الأمم المتحدة                             | 1 ديسمبر 1964      | 17 سبتمبر 1957       |
|             | منظمة الشرطة الجنائية الدولية             | ?                  | ?                    |
|             | وكالة ضمان الاستثمار متعدد الأطراف        | 12 سبتمبر 1990     | 6 ديسمبر 1991        |
|             | يونسكو                                    | 10 فبراير 1965     | 16 يونيو 1958        |
|             | مؤسسة التمويل الدولية                     | 1 يونيو 2005       | 20 مارس 1958         |
|             | الاتحاد البريدي العالمي                   | ?                  | ?                    |
|             | دول الكومنولث                             | ?                  | ?                    |
|             | الاتحاد الدولي للاتصالات                  | 1965               | 3 فبراير 1958        |

## وصلات خارجية
- موقع وزارة الخارجية المالطية
- موقع وزارة الخارجية الماليزية